# 圣让德瓦勒
圣让德瓦勒（法語：Saint-Jean-de-Vals，法語發音：[sɛ̃ ʒɑ̃ də val]）是法国奧克西塔尼大區塔恩省的一个市镇，属于卡斯特尔区。该市镇2009年时的人口 为75人。

## 人口
圣让德瓦勒人口变化图示
| 数据来源：INSEE |